# Cesla Amarelle
Pour les articles homonymes, voir Amarelle.
Cesla Amarelle, née le 14 septembre 1973 (ou 1971) à Montevideo (originaire d'Yverdon-les-Bains et de Winterthour), est une personnalité politique suisse, membre du Parti socialiste. Elle est députée du canton de Vaud au Conseil national de décembre 2011 à juin 2017, puis conseillère d'État vaudoise.

## Biographie
Cesla Virginia Amarelle, naît le 14 septembre 1973(ou 1971) à Montevideo, en Uruguay, trois mois après le coup d'État de juin 1973. Le prénom « Cesla » lui est donné par ses parents, militants de gauche, comme acronyme de « Communauté des États socialistes latino-américains ».
Fuyant la dictature, ses parents viennent travailler pour des organisations internationales à Genève, et la famille s'installe à Yverdon-les-Bains en 1977, où elle reste jusqu'à la fin de ses études secondaires. Elle y revient après avoir vécu et étudié à Lausanne[réf. nécessaire].
Cesla Amarelle est mariée à Phillip Müller, ex-directeur financier du CHUV. Ils ont deux filles. Elle réside à Yverdon.

### Carrière académique
Cesla Amarelle fait ses études de droit à l'Université de Lausanne à partir de 1992. Elle obtient une licence en 1996, et devient assistante diplômée à la chaire de droit constitutionnel européen de 1996 à 1999, puis première assistante jusqu'en 2001.[réf. nécessaire]
Elle soutient sa thèse sur le processus d'harmonisation des droits migratoires au sein de l'Union européenne à Lausanne en 2005, alors qu'elle est chercheuse du Fonds national suisse (2003-2005).[réf. nécessaire]
En 2008-2009, elle est chargée de cours à l'Université de Fribourg pour la chaire de droit international public et de droit européen. En 2009, elle est nommée professeure assistante en droit des migrations à l'Université de Neuchâtel. Depuis janvier 2016, elle y occupe le poste de professeur ordinaire de droit public et droit des migrations.

## Parcours politique
Cesla Amarelle se fait naturaliser à l'âge de 16 ans, puis rejoint le Parti socialiste suisse en 1999. Elle occupe la vice-présidence du Parti socialiste vaudois de 2004 à 2008, puis sa présidence de 2008 à 2012.
En 2006, elle est élue au Conseil communal de Lausanne. Elle en démissionne en 2007. La même année, elle est élue au Grand conseil du canton de Vaud sur la liste socialiste du sous-arrondissement de Lausanne-ville.
En 2009, après avoir déménagé à Yverdon-les-Bains, elle entre au Conseil communal en tant que « vient-ensuite ». Elle est réélue en 2011 mais démissionne après son élection au Conseil national.

### Conseillère nationale
En 2011, elle est élue au Conseil national pour le canton de Vaud. Elle préside la Commission des institutions politiques de 2013 à 2015. Réélue en 2015, elle siège au cours de cette législature dans la Commission des finances et celle des institutions politiques.

### Conseillère d'État
Le 14 janvier 2016, le Congrès du Parti socialiste vaudois la choisit pour accompagner les conseillers d'État sortants Pierre-Yves Maillard et Nuria Gorrite sur sa liste en vue des élections au Conseil d'État vaudois,. Le 21 mai 2017, elle est élue avec près de 67 000 votes contre 61 000 pour son concurrent, l'UDC Jacques Nicolet. Elle entre en fonction le 1er juillet 2017 à la tête du Département de la formation, de la jeunesse et de la culture[réf. nécessaire].
Le 10 avril 2022, elle n'est pas réélue au second tour des élections cantonales, terminant avec 76 060 suffrages à 4 371 voix de la candidate du Centre Valérie Dittli. Sa défaite entraîne un basculement de la majorité gouvernementale à droite. Les observateurs estiment qu'elle est « la conséquence directe d'une grogne du corps enseignant, éreinté par deux ans de pandémie et des réformes lancées tambour battant » (réforme dite d'école inclusive, visant à assurer l'égalité des chances entre tous les enfants en intégrant les élèves à « besoins spécifiques »,,,, et éducation numérique) : tracée 5 600 fois sur les bulletins de gauche (deux fois plus que le candidat des Verts et quatre fois plus que les deux autres candidates socialistes), elle recueille 15 000 voix de moins que la candidate socialiste réélue Nuria Gorrite. Son attitude « crispante » voire « cassante » est mise en avant, alors qu'elle était « louée pour son dynamisme à ses débuts »,,.

## Publications
- Le processus d'harmonisation des droits migratoires nationaux des États membres de l'Union Européenne : historique, portée et perspectives en droit communautaire d'asile et d'immigration, Genève, Schulthess, 2005, 532 p. (ISBN 9783725549788) (édition de sa thèse de doctorat en droit).
- avec Nicolas Peter : Petit manuel pour acheter et consommer sans dettes (ill. Mix & Remix), Le Mont-sur-Lausanne, Loisirs et Pédagogie, coll. « Comprendre », 2007, 41 p. (ISBN 9782606016975).
- avec Vincent Kucholl et Nicolas Peter : Droit suisse (ill. Mix & Remix), Le Mont-sur-Lausanne, Loisirs et Pédagogie, 2008, 231 p. (ISBN 9782606011987).
- Les renvois et leur exécution : perspectives internationale, européenne et suisse, Berne, Stämpfli, 2011, 266 p. (ISBN 9783727287855)
- avec Nicolas Peter : (de) Geld im Griff : schuldenfrei konsumieren (ill. Mix & Remix), Lehrmittelverlag des Kantons Zürich, 2011, 2e éd..
- L'intégration des étrangers à l'épreuve du droit suisse : fondements et applications pratiques, Berne, Stämpfli, 2012, 166 p. (ISBN 9783727288524).
- avec Nathalie Christen et Minh Son Nguyen : Migrations et regroupement familial, Berne, Stämpfli, 2012, 291 p. (ISBN 9783727288098).
- Le droit d'asile face aux réformes : fondements et enjeux dans la pratique, Berne, Stämpfli, 2013, 117 p.
- avec Minh Son Nguyen : Code annoté de droit des migrations, Berne, Stämpfli, 2014.

### Direction d'ouvrages collectifs
- Migrations et économie : l'accès des étrangers à la vie économique. Les normes et leur application (actes du colloque organisé par le Centre de droit des migrations à Neuchâtel), Berne, Stämpfli, 2010, 239 p. (ISBN 9783727287459).
- Le principe de non-refoulement : fondements et enjeux pratiques, Berne, Stämpfli, 2010, 208 p. (ISBN 9783727287657).